# Quietismus
Quietismus (von lateinisch quietus „ruhig“) bezeichnet eine Sonderform der christlichen Mystik, Theologie und Askese. Er hat seine Wurzeln im katholischen Bereich, wurde jedoch später vom Lehramt als Irrlehre und falsche Form der Lebensführung verworfen. Im heutigen allgemeinen Sprachgebrauch dient der Ausdruck Quietismus zur abschätzigen Bezeichnung einer Lebens- und Geisteshaltung, die sich jeder ethischen Herausforderung durch Gleichgültigkeit, Passivität, Resignation oder Weltflucht entzieht.

## Lehre
Kernaussage des theologischen Quietismus ist, dass der Mensch zunächst sein Ich völlig aufgeben und an Gott übergeben müsse, um danach in völliger Ruhe und Gleichmut zu leben. Sobald dieser Zustand im inneren Gebet, in der Schau Gottes erreicht ist, werden äußere asketische Praktiken eher hinderlich. Der Quietismus des Gebetes lehnt daher das mündliche Gebet, den Empfang der Sakramente, überhaupt alle äußerlichen religiösen Formen ab, der Quietismus des Lebens zudem die Bedeutung des Tugendstrebens und des Kampfes gegen die Sünde, die unter dem Begriff Askese bekannt ist.

## Geschichte
Diese Grundauffassung wurde von einigen Historikern fälschlicherweise auf den orthodoxen Hesychasmus des Gregorios Palamas (Ende 1296 oder Anfang 1297–1359) zurückgeführt, jedoch handelte es sich lediglich um eine Verwechslung. Weniger umstritten sind Ursprünge in den Vorstellungen der Brüder und Schwestern des freien Geistes und Teilen der Alumbrados. Im 17. Jahrhundert verbreitete sich der Quietismus vor allem in Frankreich, Spanien und Italien. Des Quietismus angeschuldigt wurden vor allem Juan Falconi de Bustamante (1596–1638), François Malaval (1627–1719) und Miguel de Molinos (1628–1696; mit seinem Werk Guida spirituale von 1675). Die in ihrer Zeit berühmte Mystikerin Madame Guyon (1648–1717), die in keiner ihrer Schriften Bezug darauf nimmt, verbrachte wegen gleichlautender Anschuldigungen sogar mehrere Jahre in Haft. 
Indirekt nimmt Jacques Bertot (1622–1681), der geistliche Führer der jungen Madame Guyon und posthum (die Verurteilung des Quietismus erfolgte erst 1687) selbst des „Quietismus“ beschuldigt, in seinen Schriften (1740/41 in die deutsche Sprache übersetzt) zum Quietismusstreit Stellung, wenn er schreibt: „Hüten Sie sich, in den Irrtum gewisser Personen zu fallen, welche, indem sie diese Dinge [das Leben in Gott] auf eine subtile und geheime Weise nachahmen, glauben, sie dürften [müssten] nur alles Wirken unterlassen, und wenn sie also müßig oder in Ruhe blieben, so hätten sie das göttliche Leben und folglicherweise alles! Das wahre göttliche Leben ist ein wahrhaftiges Wirken; und ob man schon, so viel es möglich ist, das Nichtwirken der Kreatur ausdrückt, so ist solches doch nur, um das Wirken Gottes auszudrücken, der durch sein göttliches Leben eine solche Kreatur so wahrhaftig leben und wirken macht, dass sotane [diese so geartete] Kreatur wahrhaftig lebt und wirkt, wiewohl nicht in ihr selbst, sondern in Gott; ja sie ist niemals so wirkend gewesen, als sie nunmehr ist.“ – Bertot verurteilte mithin selbst die Passivität schlichten Nichtstuns als Müßiggang und stellte diesem ein dem Intellekt unzugängliches Sein entgegen, in dem die Seele in völliger Ruhe verbleibt und, ohne zu wirken, doch all die Dinge tut, deren Unterlassung die Kirche ihr vorwerfen kann.
Der französische Erzbischof François Fénelon (1651–1715) versuchte in seiner Schrift von 1697 Explication des maximes des Saints sur la vie intérieure die Lehre von Inhalten, die sich gegen eine moralische Lebensführung aussprachen, zu bereinigen und sprach sich v. a. für eine selbstlose Liebe aus. Das Lehramt unter Papst Innozenz XII. (1615–1700) verwarf 1699 23 Sätze seiner Aussagen als Semiquietismus. Fénelon beugte sich unter dieses Urteil und die Lehre geriet zunehmend in Vergessenheit.